# Garcia Aznares
D. Garcia Aznares foi bispo de Lérida, e embaixador do Reino de Aragão em Portugal depois de 1439. Estava particularmente indicado para resolver as disputas relacionadas ao caso de D. Leonor de Aragão e D. Pedro de Portugal.
Em 1432, sendo ainda deão de Tarazona, negociou o Tratado de Paz e Amizade com Portugal.